# Zeppelin NT
O Zeppelin NT ("Neue Technologie", ou nova tecnologia), é uma classe de dirigível preenchido com hélio, que vem sendo fabricado desde a década de 1990 pela empresa alemã Zeppelin Luftschifftechnik GmbH (ZLT) em Friedrichshafen.

## Histórico
O modelo inicial, é o NT07. A companhia se considera a sucessora das companhias fundadas por Ferdinand von Zeppelin que construiu e operou o muito bem sucedido dirigível Zeppelin no primeiro terço do século XX.
Existem no entanto, algumas diferenças entre o Zeppelin NT e os dirigíveis daquela época, assim como entre o Zeppelin NT e os dirigíveis não rígidos conhecidos como blimps. O Zeppelin NT é classificado como um dirigível semirrígido.
|  |